# Gamle Eriksson
Gamle Eriksson (nórdico antiguo: Bjorn Gamli Eiríksson 926-955) fue un caudillo vikingo y príncipe de Noruega en el siglo X. Hijo primogénito del rey Erico I de Noruega y su consorte Gunnhild. Participó con sus hermanos en la guerra que desencadenaron los hijos de Erico para reunificar el reino, especialmente beligerantes con su tío Haakon el Bueno.
Gamle murió en la batalla de Rastarkalv junto al jarl Egil Ullserk, en un conflicto con abundantes bajas. Según Heimskringla del escaldo islandés Snorri Sturluson murió intentando llegar a una de sus naves para escapar al vislumbrar la derrota.